# Walentin Platonowitsch Mussin-Puschkin

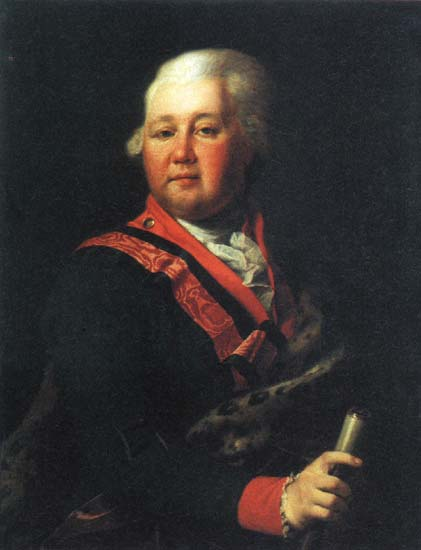
Walentin Mussin-Puschkin, Porträt von Dmitri Grigorjewitsch Lewizki (um 1785)

Graf Walentin Platonowitsch Mussin-Puschkin (russisch Валентин Платонович Мусин-Пушкин; * 25. Novemberjul. / 6. Dezember 1735greg.; † 26. Junijul. / 8. Juli 1804greg. in Moskau) war ein russischer Feldmarschall.

## Leben

### Herkunft und Familie
Walentin entstammte der Familie der Grafen Mussin-Puschkin. Er war ein Sohn des russischen Geheimrats und Senators Graf Platon Iwanowitsch Mussin-Puschkin (1698–1743) und der Prinzessin Maria Petrowna Tscherkasskaja. Er vermählte sich mit Prinzessin Praskowja Wasiliewna Dolgorukowa (1754–1826). Aus der Ehe sind eine Tochter und ein Sohn hervorgegangen:
- Anastasia Walentinowna (1774–1841), ⚭ Fürst Pawel Petrowitsch Schtscherbatow (1762–1831), Geheimrat und Senator
- Wassili Walentinowitsch Mussin-Puschkin (1773–1836), russischer Botschafter in Sizilien, ⚭ Gräfin Katarina Bruce (1776–1821)

### Werdegang
Mussin-Puschkin diente seit 1747 in der Garde der Kaiserlich Russischen Armee. Er nahm am Siebenjährigen Krieg teil und avancierte 1762 zum Second-Rittmeister der Garde zu Pferde und zum Kammerjunker. 1769 wurde er Wirklicher Kammerherr. Im Türkenkrieg operierte er 1771 auf der Krim. Im Jahre 1775 war er bereits Generalleutnant und wurde 1782 zum General en chef sowie zum Vizepräsidenten des Kriegskollegiums ernannt. Seit 1787 war er Mitglied des Reichsrates. Von 1788 bis 1789 befehligte er im Russisch-Schwedischen Krieg die Truppen in Finnland bzw. an der schwedischen Grenze. Paul I. ernannte ihn 1792 zum Feldmarschall.
Mussin-Puschkin war Träger des Ordens des Heiligen Andreas des Erstberufenen (1786), Alexander-Newski-Ordens, des Wladimirordens I. Klasse (1790), des St.-Georg-Ordens II. Klasse, des St.-Annen-Ordens und des Goldenen Schwertes für Tapferkeit.